# Psilotrichum scleranthum
Psilotrichum scleranthum är en amarantväxtart som beskrevs av George Henry Kendrick Thwaites. Psilotrichum scleranthum ingår i släktet Psilotrichum och familjen amarantväxter. Inga underarter finns listade i Catalogue of Life.